# SummerSlam (2011)
SummerSlam 2011 fue la vigésimo cuarta edición de SummerSlam un evento pago por visión de lucha libre profesional realizado por la WWE. Tuvo lugar el 14 de agosto del 2011 desde el Staples Center en Los Ángeles, California. El tema oficial del evento fue "Bright Lights Bigger City" de Cee Lo Green.

## Argumento
Después de convertirse en el Campeón de los Estados Unidos de la WWE, Dolph Ziggler reclamó que su campeonato debería ser más importante, pidiendo más competencia para su campeonato, cuando Alex Riley lo desafió, alegando que logró sus objetivos gracias a Vickie Guerrero (ya que fue Campeón Mundial Peso Pesado de la WWE, Campeón Intercontinental de la WWE y Campeón de los Estados Unidos de la WWE gracias a Guerrero), iniciando un feudo entre ellos en torno al campeonato de Ziggler.

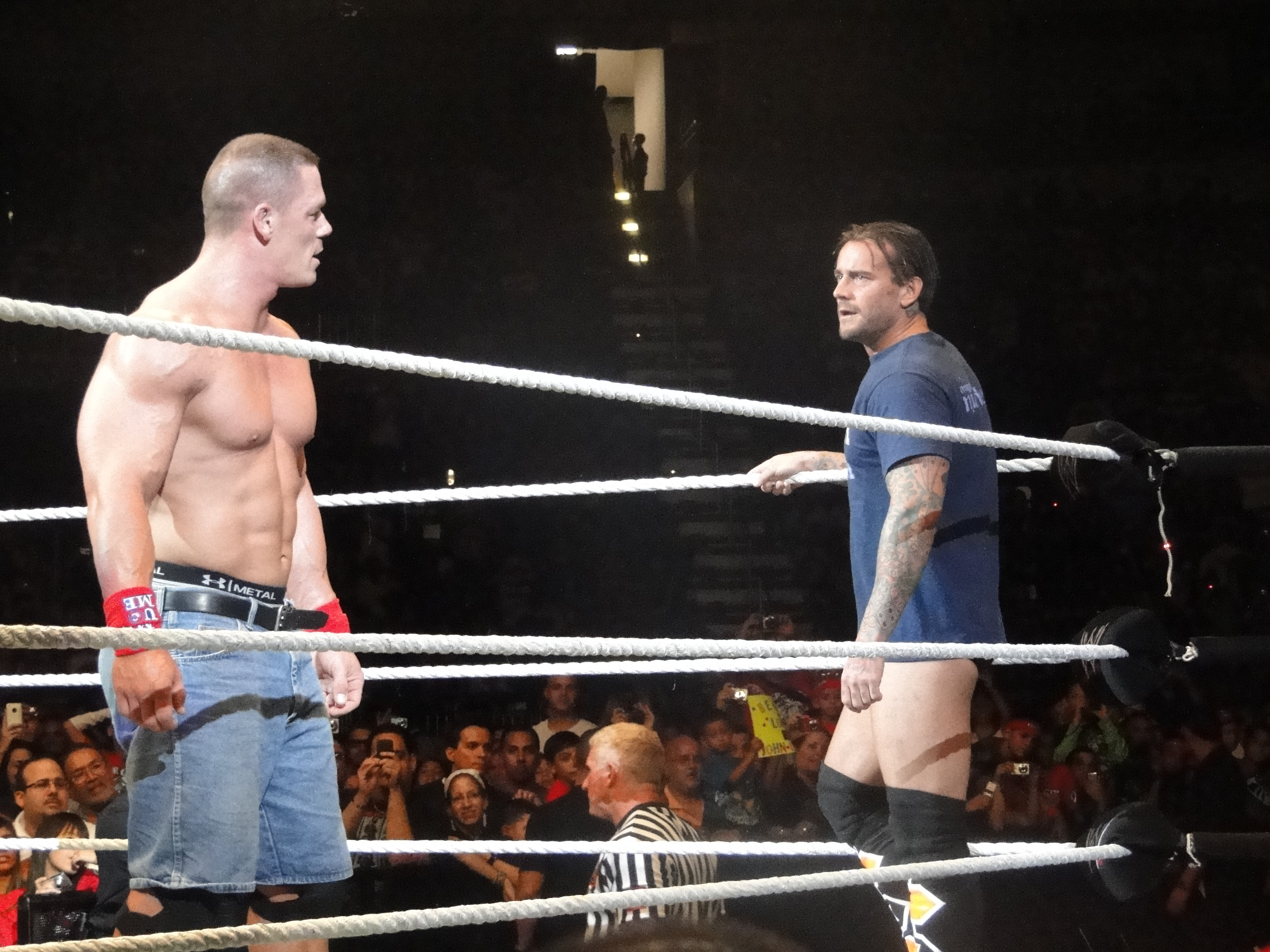
CM Punk y John Cena, los dos Campeones de la WWE.

La rivalidad entre R-Truth y John Morrison comenzó cuando Morrison derrotó a R-Truth ganando la oportunidad de R-Truth de luchar por el Campeonato de la WWE en Extreme Rules. Durante el evento, R-Truth interfirió atacando a Morrison, explicando que creyó que su amigo lo había traicionado, siendo después atacado por Morrison, pero le lesionó, lo cual le mantuvo inactivo varios meses hasta que regresó el día después de Money in the Bank atacando a R-Truth. En ese mismo RAW, hubo un torneo para coronar al nuevo Campeón de la WWE. En la primera ronda, Alberto Del Rio perdió ante Kofi Kingston, empezando un feudo ambos, derrotando Del Rio a Kingston la semana siguiente. El siguiente RAW Del Rio derrotó a Evan Bourne pero lo siguió atacando interfiriendo Kingston a salvarle. El torneo fue ganado por Rey Mysterio, derrotando en la final a The Miz. Por su derrota, The Miz exigió una lucha contra Rey Mysterio, a cual le fue otorgada el 8 de agosto en RAW, pero Rey fue atacado por Miz antes del combate, teniendo que sustituirle Kingston. Finalmente, para SummerSlam se pactó una lucha entre The Miz, R-Truth & Del Rio contra Kingston, Morrison & Mysterio.
En Capitol Punishment, Randy Orton retuvo el Campeonato Mundial Peso Pesado de la WWE aunque el pie de Christian estaba debajo de la cuerda inferior, pero Christian anunció que quería su revancha en Money in the Bank, en la cual si Orton era descalificado o había arbitraje polémico, ganaría el campeonato. En Money in the Bank, Christian ganó el Campeonato Mundial Peso Pesado de la WWE tras la descalificación de Orton. Luego el 26 de julio (transmitido el 29 de julio) en SmackDown!, el nuevo presidente de la WWE (kayfabe) Triple H anunció que Christian defendería el campeonato ante Randy Orton en SummerSlam en No Holds Barred Match.
El 27 de julio, en SmackDown!, Mark Henry le reclamó a Teddy Long por qué no tenía competencia durante un segmento. En dicho segmento, Sheamus interfirió diciendo que él era digno para competir contra él, cambiando a face. El 3 de agosto, en las grabaciones de SmackDown! se confirmó la lucha entre ambos en SummerSlam.
El 1 de agosto en RAW, Beth Phoenix ganó un Battle Royal match para determinar a la retadora número 1 al Campeonato de Divas de la WWE. Luego del combate la campeona Kelly Kelly felicitó a Phoenix, sin embargo esta última atacó a Kelly diciéndole que sus días como campeona se están terminando y cambiando a heel.
En una edición de SmackDown!, Wade Barrett dijo que Daniel Bryan no merecía ganar el maletín SmackDown! Money in the Bank, alegando que el que merecía ganarlo era él. Luego de esto, Bryan lo interrumpió y comenzaron a discutir, hasta que se golpearon y Bryan le aplicó un "LeBell Lock". En el SmackDown! del 12 agosto luego que Bryan fuera derrotado por Alberto Del Rio, Barrett acudió a atacarlo. Tras esto, se pactó una lucha entre ellos en el evento.
En Money in the Bank, CM Punk y John Cena se enfrentaron por el Campeonato de la WWE, en lo cual, CM Punk ganaba la lucha ocasionando que el campeonato quedaba vacante ya que a partir de ese día daba por terminado su contrato con la WWE, debido a que era su último combate en la WWE y por consecuencia, dejaba también fuera a Cena de la empresa. Al día siguiente, Mr. McMahon organizó un torneo para encontrar al nuevo Campeón de la WWE. El 25 de julio se celebró la final, donde Rey Mysterio derrotó a The Miz, pero más tarde, el nuevo presidente de la WWE Triple H anunció que Mysterio defendería el título ante Cena esa misma noche, saliendo Cena como ganador. Después de su victoria, Punk hizo su regreso a la WWE portando el primer Campeonato de la WWE. La semana siguiente, Triple H anunció para SummerSlam una lucha entre los dos para unificarlos. En la edición de RAW del 8 de agosto Triple H anunció que el sería el árbitro del combate para evitar problemas.

## Recepción

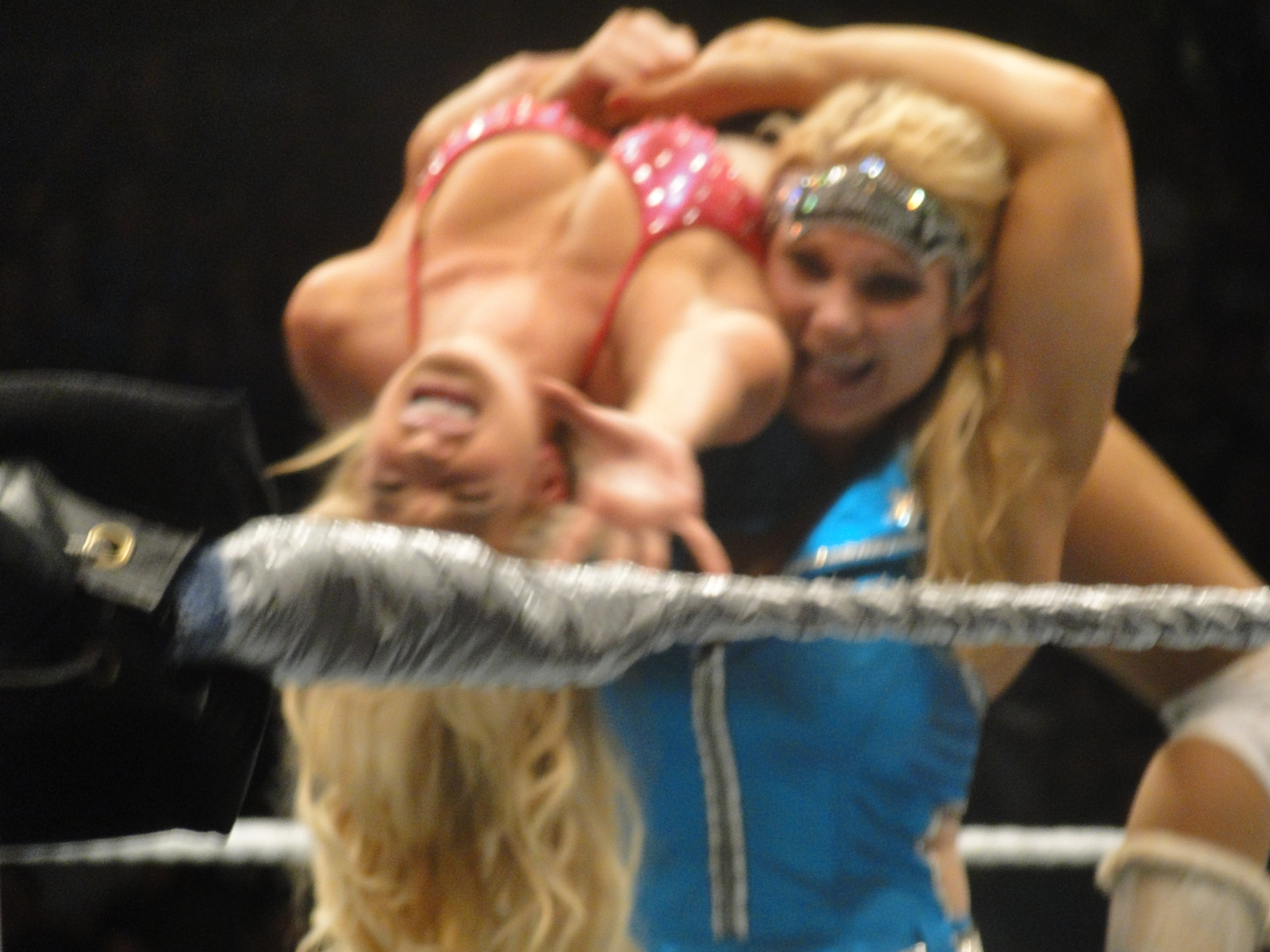
La Campeona de Divas Kelly Kelly y Beth Phoenix, cuyo combate fue el peor puntuado.

Dale Plummer y Nick Tylwalk, del Canadian Online Explorer, dieron al evento entero una puntuación de 6 sobre 10, destacando la lucha de Randy Orton vs. Christian (7.5 sobre 10) y el main event entre John Cena y CM Punk, (8.5 sobre 10). Sin embargo, las peores luchas fueron la de Sheamus vs. Mark Henry, (3,5 sobre 10) y la de Beth Phoenix vs. Kelly Kelly (2 sobre 10).
Wade Keller, del Pro Wrestling Torch, destacó las luchas entre Randy Orton vs. Christian y John Cena vs. CM Punk (4.25 sobre 5 ambas), diciendo que ambas fueron excelentes y que la primera podría haber sido fácilmente el evento principal. Las peores luchas fueron la de Sheamus vs. Mark Henry (1,75 sobre 5), la cual catalogó como un "brawl decente entre dos hombres grandes" y la Kelly Kelly vs. Beth Phoenix, a la cual dio tan solo una estrella.
James Caldwell, también del Pro Wrestling Torch, destacó las luchas de Randy Orton vs. Christian (4 sobre 5), de la cual dijo que fue un "gran combate titular en PPV en una serie de grandes combates titulares en PPV" y la de John Cena vs CM Punk, (4.25 sobre 5). La lucha que peor puntuó fue la de Beth Phoenix vs. Kelly Kelly, la cual no obtuvo puntuación.

## Resultados
- Dark Match: El Campeón de los Estados Unidos de la WWE Dolph Ziggler (con Vickie Guerrero) derrotó a Alex Riley.
  - Ziggler cubrió a Riley después de un "Zig-Zag".
  - El Campeonato de los Estados Unidos de Ziggler no estuvo en juego.
- Kofi Kingston, John Morrison & Rey Mysterio derrotaron a The Miz, R-Truth & Alberto Del Rio. (11:54).[4]
  - Mysterio cubrió a R-Truth después de un "619" y un "Springboard Splash".
- Kelly Kelly (con Eve Torres) derrotó Beth Phoenix (con Natalya) reteniendo el Campeonato de Divas de la WWE. (06:37).[5]
  - Kelly cubrió a Phoenix después de invertir un "Glam Slam" en un "Victory Roll".
- Mark Henry derrotó Sheamus por cuenta fuera. (09:23).[6]
  - Henry ganó luego de que Sheamus no volviera al ring antes de la cuenta de 10 después de que Henry derribase la valla de protección con él.
- Wade Barrett derrotó a Daniel Bryan. (12:08).[7]
  - Barrett cubrió a Bryan después de un "Wasteland".
  - El SmackDown! Money in the Bank de Bryan no estuvo en juego.
- Randy Orton derrotó a Christian en un No Holds Barred Match ganando el Campeonato Mundial Peso Pesado. (27:48).[8]
  - Orton cubrió a Christian después de un "RKO" en el aire hacia las escaleras metálicas.
  - Originalmente, Edge debía estar en la esquina de Christian, pero lo abandonó antes de la lucha.
- El Campeón de la WWE CM Punk derrotó al Campeón de la WWE John Cena en un Title Unification Match (con Triple H como árbitro especial) para definir al Campeón Indiscutido del Campeonato de la WWE. (26:14).[9]
  - Punk cubrió a Cena después de un "Go To Sleep".
  - Durante la cuenta, Cena tenía un pie sobre la primera cuerda, pero Triple H no lo vio.
  - Después de la lucha, Kevin Nash hizo su regreso y le aplicó a Punk un "Jackknife Powerbomb".
  - Ambos luchadores eran Campeones de la WWE, así que el CEO de la WWE, Triple H, decidió una lucha entre ambos para definir al campeón indiscutido.
- Alberto Del Rio derrotó a CM Punk ganando el Campeonato Indiscutido de la WWE. (00:12).[10]
  - Del Rio cubrió a Punk después de un "Step-Up Enzuigiri".
  - Del Rio usó su contrato del RAW Money in the Bank.